# Enseigne d'auberge du 12 route de Trun à Falaise
L'enseigne d'auberge du 12 route de Trun à Falaise est un vestige d'édifice situé à Falaise, dans le département français du Calvados, en France.

## Localisation
Le monument est situé à Falaise au numéros  12 route de Trun, dans l'ancienne Cour Saint-Georges.

## Historique
La ville de Falaise, du fait de la présence de la très prospère Foire de Guibray, possédait de très nombreuses auberges destinées à accueillir marchands et badauds, dont la mieux préservée est l'Auberge de la Romaine.
L'enseigne est datée du XVIIe siècle, qui est l'époque de l'essor de la foire de Guibray.
L'enseigne appartenait à une auberge peut-être datée du XVIe siècle détruite après 1828.
L'enseigne est inscrite au titre des Monuments historiques depuis le 22 juin 1946.

## Architecture
L'enseigne est un haut relief.